# Brooks Sales
Brooks Jefferson Sales (Bloomfield, 15 febbraio 1980) è un ex cestista e allenatore di pallacanestro statunitense, professionista in Europa. È fratello della cestista Nykesha Sales.